# جایزه ادبی جلال آل احمد
جایزه ادبی جلال آل احمد یک جایزه ادبی دولتی است که به منظور معرفی آثار برگزیده ادبیات داستانی در ایران پایه‌گذاری شده‌است. این جایزه به نام جلال آل احمد نویسنده مشهور ایرانی نام‌گذاری شده‌است و با تصویب شورای عالی انقلاب فرهنگی در سال ۱۳۸۷ نخستین دوره خود را در سالروز تولد آل‌احمد آغاز کرد.
از هفتمین دوره برگزاری جایزه ادبی جلال، بنیاد شعر و ادبیات داستانی ایرانیان برگزارکننده این رویداد ادبی می‌باشد. مؤسسه بنیاد شعر و ادبیات داستانی ایرانیان قرار است در آذر ماه هر سال مقارن با تولد جلال آل احمد جشنواره جایزه ادبی جلال آل احمد را برگزار کند. هدف از اهدای جایزه، «ارتقای زبان و ادبیات ملی- دینی» از رهگذر بزرگداشت پدید آورندگان آثار برجسته، بدیع و پیشرو است. هدف از ایجاد این سایت، معرفی جایگاه جایزه جلال آل احمد و اخبار و تازه‌های مربوط به جشنواره است.
این جایزه در چهار گروه داستان بلند و رمان، مجموعه داستان کوتاه، نقد ادبی و مستندنگاری اهدا می‌شود. جایزه ادبی جلال آل احمد را نوبل ادبیات فارسی می‌دانند و گران ترین جایزه ادبی فارسی است.  

### جوایز برگزیدگان
ابتدا قرار بود این جایزه به برگزیدگان خود ۱۱۰ سکه بدهد که در اولین دوره برگزاری خود، اعلام کرد در هیچ‌کدام از رشته‌های داستان کوتاه، رمان، نقد ادبی و تاریخ، برگزیده ندارد و به اعلام آثار شایسته تقدیر اکتفا کرد.
شانزدهمین دوره جایزه در سال 1402، با جوایز 400 میلیونی برای برگزیدگان و 100 میلیونی برای شایستگان تقدیر برگزار شد. 

## دوره‌های برگزار شده
| اطلاعات دوره | هیئت علمی | داوران | برگزیده | شایسته‌تقدیر |
| --- | --- | --- | --- | --- |
| دوره: دورهٔ یکم برگزار کننده: ۱۳۸۷ خانهٔ کتاب دبیر اجرایی: علی شجاعی صائین دبیر علمی: محمدعلی رمضانی‌فرانی                  | ۱-محمدرضا سرشار 1. عباس سلیمی‌نمین 2. مجتبی رحماندوست 3. رسول جعفریان 4. صادق آیینه‌وند 5. عباسعلی وفایی 6. سهراب هادی 7. راضیه تجّار 8. مرتضی سرهنگی           | اِعلام نشد | ندارد | داستان: 1. اژدهاکشان(یوسف علیخانی-آموت) 2. قاعده بازی(فیروز زنوزی جلالی-علم) تاریخ‌نگاری و مستندنگاری: سازمان مجاهدین خلق (مؤسسه مطالعات و پژوهش‌های سیاسی) نقد ادبی: 1. آئین آیینه (حسینعلی قبادی و محمد خسروی شکیب-دانشگاه تربیت مدرس) 2. از اسطوره تا حماسه(سجاد آیدینلو-سخن)                                                                                             |
| دوره: دورهٔ دوم برگزار کننده: ۱۳۸۸ خانهٔ کتاب دبیر اجرایی: علی شجاعی صائین دبیر علمی: علی اوجبی                            | ۱-محمدرضا سرشار 1. عباس سلیمی‌نمین 2. مجتبی رحماندوست 3. رسول جعفریان 4. صادق آیینه‌وند 5. عباسعلی وفایی 6. سهراب هادی 7. راضیه تجّار 8. جواد محقّق              | ۱- فیروز زنوزی جلالی 1. احمد شاکری 2. اصغر قائدان 3. محمود بشیری 4. حسینعلی قبادی 5. عباسعلی وفایی 6. مریم حسینی | تاریخ‌نگاری و مستندنگاری: دا (سیده زهرا حسینی/سیده اعظم حسینی-سوره مهر) نقد ادبی: 1. زبان عرفان (علیرضا فولادی-سخن) 2. تماشاخانه اساطیر (نغمه ثمینی-نی) | داستان: بدون برگزیده و شایسته تقدیر |
| دوره: دورهٔ سوم برگزار کننده: ۱۳۸۹ خانهٔ کتاب دبیر اجرایی: علی شجاعی صائین دبیر علمی: مجید حمیدزاده                        | ۱-محمدرضا سرشار 1. عباس سلیمی‌نمین 2. مجتبی رحماندوست 3. رسول جعفریان 4. یحیی طالبیان 5. عباسعلی وفایی 6. امیرحسین فردی 7. راضیه تجّار 8. محمدعلی کاظم‌بیگی     | اِعلام نشد | ندارد | داستان: 1. نامیرا (صادق کرمیار-نیستان) 2. تالار پذیرایی پایتخت (محمدعلی گودینی-سوره مهر) نقد ادبی: 1. از معنا تا صورت (مهدی محبّتی-سخن) 2. تاریخ ادبی ایران و قلمرو زبان فارسی (مهدی زرقانی-سخن) تاریخ‌نگاری و مستندنگاری: بدون برگزیده و شایسته تقدیر |
| دوره: دورهٔ چهارم برگزار کننده: ۱۳۹۰ خانهٔ کتاب دبیر اجرایی: علی شجاعی صائین دبیر علمی: مجید حمیدزاده                      | اِعلام نشد | اِعلام نشد | داستان: جاده جنگ (منصور انوری-سوره مهر) نقد ادبی: از اشارت‌های دریا (حمیدرضا توکلی-مروارید) تاریخ‌نگاری: 1. نبرد سمیرم (کاوه بیات-خجسته) 2. فرهنگ و تمدن ایرانی اسلامی دکن در دوره بهمنیان (محسن معصومی-علمی فرهنگی) 3. علل و عوامل جابجایی کانون‌های تجاری در خلیج فارس (محمدباقر وثوقی-پژوهشکده تاریخ اسلام) | مستندنگاری: تا خمینی‌شهر (مؤسسه ایمان جهادی) |
| دوره: دورهٔ پنجم برگزار کننده: ۱۳۹۱ خانهٔ کتاب دبیر اجرایی: علی شجاعی صائین دبیر علمی: مجید حمیدزاده                       | ۱-محمدرضا سرشار 1. عباس سلیمی‌نمین 2. مجتبی رحماندوست 3. رسول جعفریان 4. یحیی طالبیان 5. عباسعلی وفایی 6. امیرحسین فردی 7. راضیه تجّار 8. محمدعلی کاظم‌بیگی     | ۱-فیروز زنوزی جلالی 1. احمد شاکری 2. حسین مفتخری 3. محمود بشیری 4. حسینعلی قبادی 5. سجاد آیدنلو 6. علیرضا بهرامیان 7. علیرضا نکویی 8. کامران پارسی‌نژاد 9. مصطفی رحیمی 10. منوچهر اکبری 11. سیده اعظم حسینی 12. مریم حسینی                                                                                  | ندارد | داستان: حافظ هفت (اکبر صحرایی-سوره مهر) مستندنگاری: 1. نورالدین پسر ایران (معصومه سپهری-سوره مهر) 2. شرح اسم (هدایت الله بهبودی-موسسه مطالعات و پژوهش‌های سیاسی) نقد ادبی: 1. مولوی و اسرار خاموشی (علی محمدی آسیابادی-سخن) 2. عقل سرخ (تقی پورنامداریان-سخن) تاریخ‌نگاری: بدون برگزیده و شایسته تقدیر                                                                       |
| دوره: دورهٔ ششم برگزار کننده: ۱۳۹۲ خانهٔ کتاب دبیر اجرایی: علی شجاعی صائین دبیر علمی: مجید حمیدزاده                        | ۱-احمد شاکری 1. عباس سلیمی‌نمین 2. منوچهر اکبری 3. رسول جعفریان 4. یحیی طالبیان 5. عباسعلی وفایی 6. پروین محمدی بدر 7. راضیه تجّار 8. محمدعلی کاظم‌بیگی         | اِعلام نشد | ندارد | داستان: بدون برگزیده و شایسته تقدیر مستندنگاری: نبرد طریق‌القدس (امیر رزاق زاده-مرکز اسناد انقلاب اسلامی) نقد ادبی: سبک‌شناسی (محمود فتوحی-سخن) تاریخ‌نگاری: 1. اجتماعیون عامیون (سهراب یزدانی-نی) 2. انتفاضه شعبانیه (ضیاءالدین تبرائیان-مرکز اسناد انقلاب اسلامی) |
| دوره: دورهٔ هفتم برگزار کننده: ۱۳۹۳ بنیاد شعر و ادبیات داستانی دبیر اجرایی: مهدی قزلی دبیر علمی: محمدعلی مهدوی‌راد         | ۱-محمدعلی مهدوی‌راد 1. محمدرضا زائری 2. محمدرضا جوادی 3. احمد دهقان 4. صادق کرمیار 5. محسن کاظمی 6. حسین پاینده 7. محمد حنیف 8. بلقیس سلیمانی                 | رمان: 1. بلقیس سلیمانی 2. قاسمعلی فراست. 3. حمیدرضا شاه‌آبادی داستان کوتاه: 1. ابوتراب خسروی 2. مجید قیصری 3. محمدجوادجزینی نقد ادبی: 1. محمدرضاسنگری 2. محسن سلیمانی 3. حسین بیات مستندنگاری: 1. جواد محقق 2. نصرت‌الله محمودزاده 3. حبیبه جعفریان                                                          | رمان: 1. ملکان عذاب (ابوتراب خسروی -ثالث) 2. آه با شین (محمدکاظم مزینانی-سوره مهر) مستندنگاری: 1. سفربرگذشتنی (محمدرضاتوکلی صابری-قطره) 2. زندان الرشید (محمدمهدی بهداروند-سوره مهر) نقد ادبی: گشودن رمان (حسین پاینده-مروارید)                                                                             | داستان کوتاه: رازهای سانتی‌متری (مردعلی مرادی-روزنه) |
| دوره: دورهٔ هشتم برگزار کننده: ۱۳۹۴ بنیاد شعر و ادبیات داستانی دبیر اجرایی: مهدی قزلی دبیر علمی: محمدعلی مهدوی‌راد         | ۱-محمدعلی مهدوی‌راد 1. محمدرضا زائری 2. محمدرضا جوادی 3. احمد دهقان 4. مصطفی مستور 5. عبدالعلی دستغیب 6. مهدی حجوانی 7. راضیه تجّار 8. بلقیس سلیمانی           | رمان: 1. محمدرضا بایرامی 2. عباس پژمان 3. حسین فتاحی داستان کوتاه: 1. فیروز زنوزی جلالی 2. داوود غفارزادگان 3. محمدجوادجزینی نقد ادبی: 1. محمدرضاسنگری 2. محمدسرورمولایی 3. مریم حسینی مستندنگاری: 1. مسعود کوثری 2. گلعلی بابایی 3. کورش علیانی                                                           | رمان: 1. پاییز فصل آخر سال است (نسیم مرعشی-چشمه) 2. دختر لوتی (شهریار عباسی-مروارید) مستندنگاری: آب هرگز نمی‌میرد (حمید حسام-صریر) | داستان کوتاه: 1. نگهبان تاریکی (مجید قیصری-افق) 2. آیا بچه‌های خزانه رستگار می‌شوند؟ (مهدی اسدزاده-پیدایش) نقد ادبی: 1. کلک خیال‌انگیز (ابوالفضل حری-نی) 2. روایت‌شناسی کاربردی (علی عباسی-دانشگاه شهیدبهشتی) مستندنگاری: تو در قاهره خواهی مُرد(حمیدرضا صدر-چشمه) |
| دوره: دورهٔ نهم برگزار کننده: ۱۳۹۵ بنیاد شعر و ادبیات داستانی دبیر اجرایی: مهدی قزلی دبیر علمی: منیژه آرمین               | ۱-منیژه آرمین 1. محمدرضا زائری 2. محمدرضا جوادی 3. احمد دهقان 4. ابراهیم زاهدی مطلق 5. محمد سرور مولایی 6. ابوتراب خسروی 7. مجید قیصری 8. محمدحسین‌جعفریان    | رمان: 1. قاسمعلی فراست. 2. حسین فتاحی 3. یزدان سلحشور داستان کوتاه: 1. داوود غفارزادگان 2. غلامعباس عبدی 3. راضیه تجّار نقد ادبی: 1. یعقوب آژند 2. بهمن نامور مطلق 3. مریم حسینی مستندنگاری: 1. مجید حسینی 2. حمید حسام 3. حبیبه جعفریان بخش افغانستان: 1. ابراهیم زاهدی مطلق 2. مجید قیصری 3. شهریار عباسی | رمان: لم‌یزرع (محمدرضا بایرامی-نیستان) داستان کوتاه: 1. روباه شنی(محمد کشاورز-چشمه) 2. بازار خوبان (آرش صادق‌بیگی-نگاه) | مستندنگاری: 1. پیغام ماهی‌ها (گلعلی بابایی-بیست و هفت) 2. “ر”(مریم برادران-آرما) نقد ادبی: بدون برگزیده و شایسته تقدیر |
| دوره: دورهٔ دهم برگزار کننده: ۱۳۹۶ بنیاد شعر و ادبیات داستانی دبیر اجرایی: مهدی قزلی دبیر علمی: شهریار عباسی              | ۱-شهریار عباسی 1. داوود غفارزادگان 2. ابراهیم حسن بیگی 3. احمد دهقان 4. ابراهیم زاهدی مطلق 5. حمیدرضا شعیری 6. مسعود کوثری 7. محمدعلی مهدوی‌راد 8. مریم حسینی | | | |
| دوره: دورهٔ پانزدهم دبیر علمی: وجیهه سامانی                                                                               | 1-محمد رضا سنگری 2-حسین فتاحی 3-اکبر صحرایی 4-حمید حسام 5-محمد سرشار 6-حجت الاسلام و المسلمین سعید فخرزاده 7-راضیه تجار 8-وجیهه سامانی 9-مهدی کرد فیروزجایی  | رمان: رحیم مخدومی، سید میثم موسویان و محمدرضا شرفی خبوشان نقد ادبی: ابوالفضل حری، محمود بشیری و جواد کامور بخشایش مستندنگاری: گلعلی بابایی، بهناز ضرابی‌زاده و مهدی کاموس داستان کوتاه: هادی خورشاهیان، یوسف قوجق و محمدعلی رکنی                                                                            | مستندنگاری: 1- سازمان سیاسی بهائیت (حمیدرضا اسماعیلی) | رمان: 1- صور (حسینعلی جعفری) 2- عزرائیل (نیما اکبرخانی) نقد ادبی: 1- تماشای روایت؛ بررسی تحلیلی روش انتقال عناصر داستان از روایت به درام (مجید آقایی) 2- خودانتقادی ادبی؛ رساله‌ای در نقد هنر خویشتن د عرصه ادبیات (مهرداد نصرتی) مستندنگاری: 1- عقیله (الهام امین) داستان کوتاه: 1-ویروس عاشق (مجید رحمانی)                                                                |
| دوره: دورهٔ شانزدهم برگزار کننده: 1402 خانه کتاب و ادبیات ایران دبیر علمی: گلعلی بابایی                                   | | نقد ادبی: محمدرضا سنگری، کامران پارسی‌نژاد و احمد شاکری مستندنگاری: حمید حسام، جواد کامور بخشایش و جواد کلاته عربی داستان کوتاه: حبیب یوسف‌زاده، مهدی کفاش و محمدعلی رکنی داستان بلند: راضیه تجار، علی اصغر عزتی پاک و مهدی کرد فیروزجایی                                                                    | مستندنگاری: 1. من اعتراف می‌کنم (محمد رحمانی) داستان بلند: 1. بیروط (ابراهیم اکبری) 2. غم‌سوزی (اعظم عظیمی) نقد ادبی: برگزیده نداشت | مستندنگاری: 1. عملیات احیا (محمد حکم آبادی) داستان بلند: 1. از قبل یکشنبه می‌شود (علی شاهمرادی ) نقد ادبی: 1. آخرالزمان در رمان‌های آپوکالیپتیک |
| دوره: دورهٔ هفدهم برگزار کننده: 1403 - خانه کتاب و ادبیات ایران محل برگزاری اختتامیه: کتابخانه ملی دبیر علمی: مسعود کوثری | - مریم جلالی - مریم حسینی - محمد حنیف - بهزاد دانشگر - سارا عرفانی - کورش علیانی - محسن کاظمی - صادق کرمیار - مسعود کوثری                                    | - داستان بلند و رمانابراهیم حسن‌بیگی محمدرضا شرفی خبوشان مهدی کفاش - مجموعه داستان کوتاهقاسمعلی فراست محمدرضا گودرزی علیرضا محمودی ایرانمهر - ویراستاریلیلی فیروز راضیه حقیقت مهدی صالحی - نقد ادبیمحمدرضا سنگری حمیدرضا شعیری ابوالفضل حری - مستندنگاریمرتضی نورایی ابوالفضل حسن‌آبادی مهدی کاموس           | - داستان بلند و رمان«سنگ اقبال» نوشته مجید قیصری از نشر چشمه - داستان کوتاه «آن پری‌زاد سبزپوش» نوشته صمد طاهری از نشر نیماژ - بخش جنبی؛ ویراستاری در این بخش زهرا خیریه به عنوان ویراستار بخش نقد ادبی کتاب «کیمیای کرامت» منتخب شد.                                                                        | - داستان بلند و رمان«دختران قبیله جنگ» نوشته جواد افهمی از انتشارات خط مقدم «دم اسبی» نوشته رامبد خانلری از نشر بان - مستندنگاری «خاک کارخانه؛ پارچه‌های ناتمام چیت‌سازی بهشهر و سرگذشت آخرین کارگران» نوشته شیوا خادمی از نشر اطراف - داستان کوتاه «پرنده باز تهران» نوشته ندا رسولی از انتشارات هیلا - نقد ادبی شایسته تقدیر: «دیرش روایی» نوشته بهمن نامورمطلق از نشر سخن |

## بازتاب‌ها
برگزاری هفتمین دوره جایزهٔ جلال آل‌احمد، به‌عنوان گران‌ترین جایزهٔ ادبی ایران، بازتابی حداقلی در رسانه‌ها داشت و حتی در روزنامه‌های سراسری، اخبار برگزاری آن به‌طور کامل زیر سایهٔ نتایج مذاکرات هسته‌ای ایران قرار گرفت و مغفول ماند.

## واکنش‌ها
- مردعلی مرادی که در هفتمین دوره جایزهٔ جلال آل احمد، با نخستین کتابش با نام «رازهای سانتی‌متری» در بخش داستان کوتاه، شایستهٔ تقدیر شناخته شد، دربارهٔ موفقیت کتابش در این جایزه گفت: در این سال‌ها که داستان نوشته‌ام هیچ‌گاه به جشنواره‌ها فکر نکرده‌ام. به نظرم این دوره بهترین دورهٔ جایزه جلال است، از این جهت که کتاب من به عنوان شایستهٔ تقدیر شناخته شده‌است. از این بابت خوشحالم که جشنواره سراغ من آمده و من سراغ جشنواره نرفته‌ام.[۵]
- وزیر ارشاد در مراسم اختتامیهٔ جایزهٔ جلال آل‌احمد گفت: این دورهٔ جایزهٔ جلال نسبت به شش دورهٔ قبلی از شفافیت و صراحت بیشتری در برنامه‌ریزی و اجرا بهره می‌برد؛ به طوری که پیش از برگزاری اختتامیه اسامی داوران و برگزیدگان اعلام شد و همه آثار حاضر در جایزه نیز نام همه آثار اعلام شد که این مسئله خود بیانگر همین موضوع است. اصلاح شیوه‌نامه و دعوت از همه برای شرکت در این جایزه، امکان حضور همه گرایش‌ها و سبک‌ها را فراهم ساخت و تلاش شد از همه ظرفیت‌های فرهنگی کشور و شخصیت‌ها در ترکیب هیئت علمی داوران استفاده شود. جنتی در ادامه با اشارهٔ ویژه به بحث نقد ادبی گفت: هر چند این حوزه در گردونهٔ جایزه جلال وجود دارد اما هنوز در گسترهٔ ادبیات داستان ما، درک نشده و در جایگاه درستش قرار ندارد.[۳]

## انتقادها
در چهار دورهٔ این جایزه اسامی داوران مشخص کنندهٔ برندگان اعلام نشده‌است.